# Васиу, Аканни-Санди
Аканни-Санди Васиу (англ. Akanni-Sunday Wasiu, 18 марта 1984, Нигерия) — нигерийский футболист, нападающий.

## Карьера
Профессиональная карьера Санди началась в польском клубе «Щаковянка» из Явожно, за который он провёл 27 матчей, забив 3 гола. В 2006 году игрок перешёл в литовский клуб «Вильнюс». За новую команду он провёл 15 матчей и забил один гол. В 2007 году Санди решил попробовать свои силы в английском чемпионате, выбрав скромный клуб из шестого дивизиона «Сент-Олбанс Сити». На домашней арене команды «Кларенс Парк» он принял участие в 12 играх, забил 3 мяча, затем в течение сезона выступал за «Колчестер Юнайтед». В середине января 2009 года форвард был отдан в аренду команде «Лутон Таун», за которую выступал в течение месяца, за ним долгое время наблюдал тренер «Лутона» Мик Харфорд. За период аренды Санди пять раз выходил в основном составе, забил один гол.
По итогам сезона 2008/09 Аканни-Санди Васиу не произвел впечатление на наставника «Колчестер Юнайтед» Пола Ламберта и был отчислен из команды.
28 августа 2009 года Санди присоединился к новой команде — «Флориане», представляющей Мальту. В своей дебютной игре его команда проиграла принципиальным соперникам, «Валлетте», со счётом 6:0. Однако уже в следующем матче против «Таршин Рэйнбоус» ему удалось отличиться, а его команда сыграла вничью 1:1. Санди понравился фанатам клуба, а мальтийские журналисты трижды признавали его лучшим игроком матча. В 13-ти матчах за «Флориану» Санди забил семь мячей.
С начала сезона 2010 года игрок переехал в Китай, где выступал за футбольный клуб «Чанша Цзиньдэ», а с 2011 года — за «Шэньян Дунцзинь».
В 2012 году вновь вернулся во «Флориану».
В сентябре 2014 года игрок вновь переехал в Англию, где присоединился к команде «Уайтхок».